# 裸頸縞鰕虎
裸頸縞鰕虎（学名：Tridentiger nudicervicus），又名裸項縞鰕虎魚，为條鰭魚綱鱸形目鰕虎科縞鰕虎魚屬下的一个种，该物种主要分布于亚洲东部，体长可达6公分。

## 扩展阅读
- 維基物種上的相關：裸頸縞鰕虎